# تصميم تعليمي شامل
التصميم التعليمي الشامل (بالإنجليزية: Universal Instructional Design)‏ ويختصر(بالإنجليزية: UID)‏ هو أسلوب تدريسي يأخذ بالاعتبار احتياجات كل المتعلمين عند تصميم المواد الية. وخلال تصميم التدريس، يحاول المصمم تجنب كل المعوقات التي تمنع أي متعلم من التعلم بشكل فعال مع الاحتفاظ بالمستوى العالي لمتطلبات المناهج.

## خلفيات الأسلوب
يطبق التصميم العالمي للتعليم (UDI) ويكيف مبادئ التصميم العالمي ومبادئ التصميم العالمي على بيئات التعلم ومنتجات التعلم، مع هدف نحو تعظيم التعلم لجميع الطلاب.
 واستندت هذه القواعد على أسس التصميم الشامل الذي يُستعمل في هندسة العمارة والهندسة الصناعية

## مبادئ التصميم التعليمي الشامل
يعتمد التصميم الشامل على سبعة مبادئ. أربعة منها تتعلق بالأنشطة والمواد الية. أم الثلاثة الباقين فيتعلقون بالأجواء الية. بالنسبة للأنشطة والمواد الية، فيجب أن تكون:
- المبدأ الأول: سهلة المنال ومنصفة
- المبدأ الثاني: قابلة للتكيف
- المبدأ الثالث: مباشرة ومتناغمة باستمرار
- المبدأ الرابع: مفسرة وواضحة

أما المباديء المتعلقة بالأجواء الية فيجب أن تكون:
- المبداء الخامس: داعمة للمتعلمين
- المبداء السادس: تحد من الاعتماد على المجهود الجسدي
- المبداء السابع: تناسب المتعلمين وتعتمد على أساليب مختلفة.

وبعض المتخصصين في الموضوع يضيفون مبدائي أخرى ن هما:
- المبداء الثامن: رحابة صدر تجاه الاخطاء
- المبداء التاسع: مساحة كافية للمقاربة والاستعمال.

## أمثلة على تطبيق التعليم
طرق التعليم : استخدام مجموعة متنوعة من طرق التوصيل ونهج التعلم، بما في ذلك المحاضرة والمناقشة والأنشطة العملية والمشاريع والحالات والتفاعل المستند إلى الإنترنت.
طرائق التعلم والمواد : يجب أن تكون مواد الطباعة متوفرة في شكل إلكتروني. ويجب تقديم وصف للرسومات المعروضة على صفحات الويب. استخدم أدوات العرض التقديمي لجعل العروض التقديمية مقروءة في المساحات الكبيرة. استخدام عروض تقديمية للفيديو. تقديم مخططات مسبقة للسماح للطلاب بالتحضير للموضوع الذي سيتم تقديمه. إنشاء مواد مطبوعة وموجودة على الويب بتنسيقات بسيطة وبديهية ومتسقة.
التفاعل : تشجيع الطرق المختلفة للطلاب للتفاعل مع بعضهم البعض ومع المعلم. قد يشمل ذلك الأسئلة والنقاشات داخل المجموعة، والعمل الجماعي، والاتصالات المستندة إلى الإنترنت.
ردود الفعل : استخدم اسلوب المناقشة ومساعدة الطلاب على تصحيح الأخطاء والمفاهيم الخاطئة. والسماح بفرص للتقييم الذاتي.
الجهد المادي والوصول : تأكد من أن الفصول والمختبرات والعمل الميداني يمكن الوصول إليها من قبل الطلاب.